# Mezopotamská nížina
Mezopotamská nížina neboli Dolní Mezopotámie je aluviální nížina, která se rozkládá především na území Iráku, ale zasahuje i do Íránu a Kuvajtu. Byla vytvořena středním a dolním tokem řek Eufrat a Tigris a také jejich společným tokem Šatt al-Arab, ústícím do Perského zálivu. Ostatní místní toky jsou krátké a málo vodné, ústí často do bezodtokých pánví a v letním období vysychají a vytvářejí tak typická vádí. Říční síť je zde slabě vyvinuta.
Nížina má protáhlý tvar ze severozápadu k jihovýchodu. Po severovýchodní straně se z ní prudce zvedá pohoří Zagros, součást Íránské vysočiny. Přechod na jihozápadní straně je mnohem pozvolnější, vystupují zde skloněné plošiny Arabské platformy, úrodné půdy mizí a začíná poušť.
Nížina dostala jméno podle historicky významného území Mezopotámie. Jižní část je původně bažinatá s jezery, místy však byly bažiny vysušeny a přeměněny na zemědělskou krajinu. Pěstují se zde obilniny, bavlník a palma datlová. Těží se zde ropa.
Nad Bagdádem (nebo přesněji, nad městy Hít na Eufratu a Samarrá na Tigrisu) na ni navazuje Horní Mezopotámie, arabsky též zvaná Al-Džazíra („ostrov“).